# Kingsize
Kingsize är ett musikalbum av Five, utgivet den 27 augusti 2001.

## Låtlista
1. "Let's Dance" (R. Stannard, J. Gallagher, A. Howes, R. Breen, J. Brown, S. Conlon) – 3:38
2. "Lay All Your Lovin' On Me" (Angus Young, Malcolm Young, Brian Johnson) – 3:21
3. "Rock The Party" (R. Stannard, J. Gallagher, R. Breen, J. Brown, S. Conlon, Barry Gibb) – 2:59
4. "Closer To Me" (R. Stannard, J. Gallagher, A. Howes, M. Harrington, R. Breen, J. Brown) – 4:29
5. "Hear Me Now" (Mikkel S. E., Hallgeir Rustan, Tor Erik Hermansen, R. Neville, S. Robinson) – 3:36
6. "Let's Get It On" (R. Stannard, J. Gallagher, A. Howes, M. Harrington, R. Breen, J. Brown, S. Conlon) – 3:47
7. "Feel The Love" (Steve Mac, Chris Laws, R. Neville, S. Robinson) – 4:40
8. "We're Going All Night (You Make Me High)" (R. Stannard, J. Gallagher, R. Breen, J. Brown, S. Conlon) – 3:04
9. "Take Your Chances On Me" (R. Stannard, J. Gallagher, A. Howes, M. Harrington, R. Breen, J. Brown, S. Conlon, B. Chapman) – 3:03
10. "Something In The Air" (R. Stannard, J. Gallagher, R. Breen, J. Brown, S. Conlon) – 4:10
11. "Breakdown" (Mikkel S. E., Hallgeir Rustan, Tor Erik Hermansen, R. Neville, S. Robinson) – 3:23
12. "On Top Of The World" (Mikkel S. E., Hallgeir Rustan, Tor Erik Hermansen, R. Neville, S. Robinson) – 3:41
13. "The Heat" (R. Stannard, J. Gallagher, R. Breen, J. Brown, S. Conlon) – 3:09
14. "All Around" (Eliot Kennedy, Woodcock, R. Neville) – 3:45
15. "C'mon C'mon" (R. Stannard, J. Gallagher, A. Howes, M. Harrington, R. Breen, J. Brown, S. Conlon, B. Chapman) – 4:50

Dolt spår: "World Of Mine" (Mikkel S. E., Hallgeir Rustan, Tor Erik Hermansen, R. Neville, S. Robinson) – 4:04